# هشت مرخ
هشت مرخ یک روستا در ایران است که در شاه جهان، شهرستان فاروج در استان خراسان شمالی واقع شده‌است. هشت مرخ ۱۷ نفر جمعیت دارد.